# Acrobunus nigropunctatus
Acrobunus nigropunctatus – gatunek kosarza z podrzędu Laniatores i rodziny Epedanidae

## Występowanie
Gatunek endemiczny dla Sumatry.